# دنیاگیری کووید-۱۹ در جمهوری آذربایجان
دنیاگیری کووید-۱۹ در جمهوری آذربایجان بخشی از دنیاگیری بیماری کروناویروس ۲۰۱۹ در جهان است. اولین مورد تأیید شده در جمهوری آذربایجان در ۲۸ فوریه ۲۰۲۰ در شهر باکو اعلام شد.